# 道 (The Sketchbookの曲)
「道」（みち）は、The Sketchbookの1枚目のシングル。2011年9月28日にavex entertainmentから発売された。

## 概要
グループのデビューシングル。2枚目のシングル「クローバー」と同時発売された。2011年8月4日には、本作の表題曲と2枚目のシングルの表題曲「クローバー」の着うたが配信された。
収録曲は全曲、テレビアニメ『SKET DANCE』の劇中で使用されており、表題曲「道」は、オープニングテーマ、カップリング曲「Funny Bunny」は、第17話の挿入歌として起用された。なお、「Funny Bunny」は、the pillowsの同名曲のカバー曲。
表題曲「道」は、疾走感溢れる曲調で、応援歌のような誰かの背中を押す詞である。また、レコーディングでは一番初めに演奏収録をした曲である。カップリング曲の「Funny Bunny」はThe Sketchbookオーディションの最終審査での課題曲であった。
CD+DVD盤、通常盤の2種リリース。表題曲「道」にはPVが製作されており、CD+DVD盤に同梱されているDVDに収録されている。また、2011年9月13日にエイベックス・エンタテインメントの公式チャンネル『avex channel』から配信された。
公の場での初の歌唱披露は、2011年8月15日に中野サンプラザで開催された『アニソンぷらすLIVE』であった。

### 主な記録
2011年10月10日付のオリコン週間シングルチャートで25位を獲得。初動売上は0.2万枚を記録した。デイリーチャートでは、2011年10月1日付のチャートで19位を獲得した。
2011年10月10日付のBillboard Hot Singles Salesで26位、Billboard Hot Animationで4位を獲得。Billboard Hot Animationでは、2枚目のシングル「クローバー」と2作同時にTOP5入りを果たした。
2011年10月8日放送分のCOUNT DOWN TVのThis Week's TOP100では32位を獲得。登場回数は2回を記録した。

## 批評
hotexpressの今翔平は、「ミクスチャー・ロックを思わせるギター、ドラムメロディであり、そのメロディに疾走感溢れるボーカルが重なり、多様性を感じさせるロック曲。」と批評した。
CDジャーナルは、「ギターサウンドメロディに前向きな詞が重なっているエモーショナルロックチューンである。」と評した。

## 収録曲
（全編曲：tatsuo）
1. 道 [3:42]
作詞：Rock the tiger、作曲：tatsuo
  - テレビアニメ『SKET DANCE』オープニングテーマ
2. Funny Bunny [3:18]
作詞・作曲：山中さわお
  - テレビアニメ『SKET DANCE』第17話挿入歌
3. 道（instrumental）
4. Funny Bunny（instrumental）

## 収録アルバム
| 楽曲        | 発売日        | タイトル   | 備考                        |
| ----------- | ------------- | ---------- | --------------------------- |
| 道          | 2012年7月25日 | Sketchbook | 1枚目のオリジナルアルバム。 |
| Funny Bunny | 2012年7月25日 | Sketchbook | 1枚目のオリジナルアルバム。 |